# Megachile robertiana
Megachile robertiana är en biart som beskrevs av Cameron 1905. Megachile robertiana ingår i släktet tapetserarbin, och familjen buksamlarbin. Inga underarter finns listade i Catalogue of Life.